# Igualeja
Ne doit pas être confondu avec Iguala, Igualada ou Igual.
Igualeja est une commune de la province de Malaga dans la communauté autonome d'Andalousie en Espagne.

## Démographie
| 1991  | 1996 | 2001 | 2004  | 2005 | 2012 |
| ----- | ---- | ---- | ----- | ---- | ---- |
| 1 055 | 969  | 898  | 1 011 | 977  | 871  |